# Achille Collas

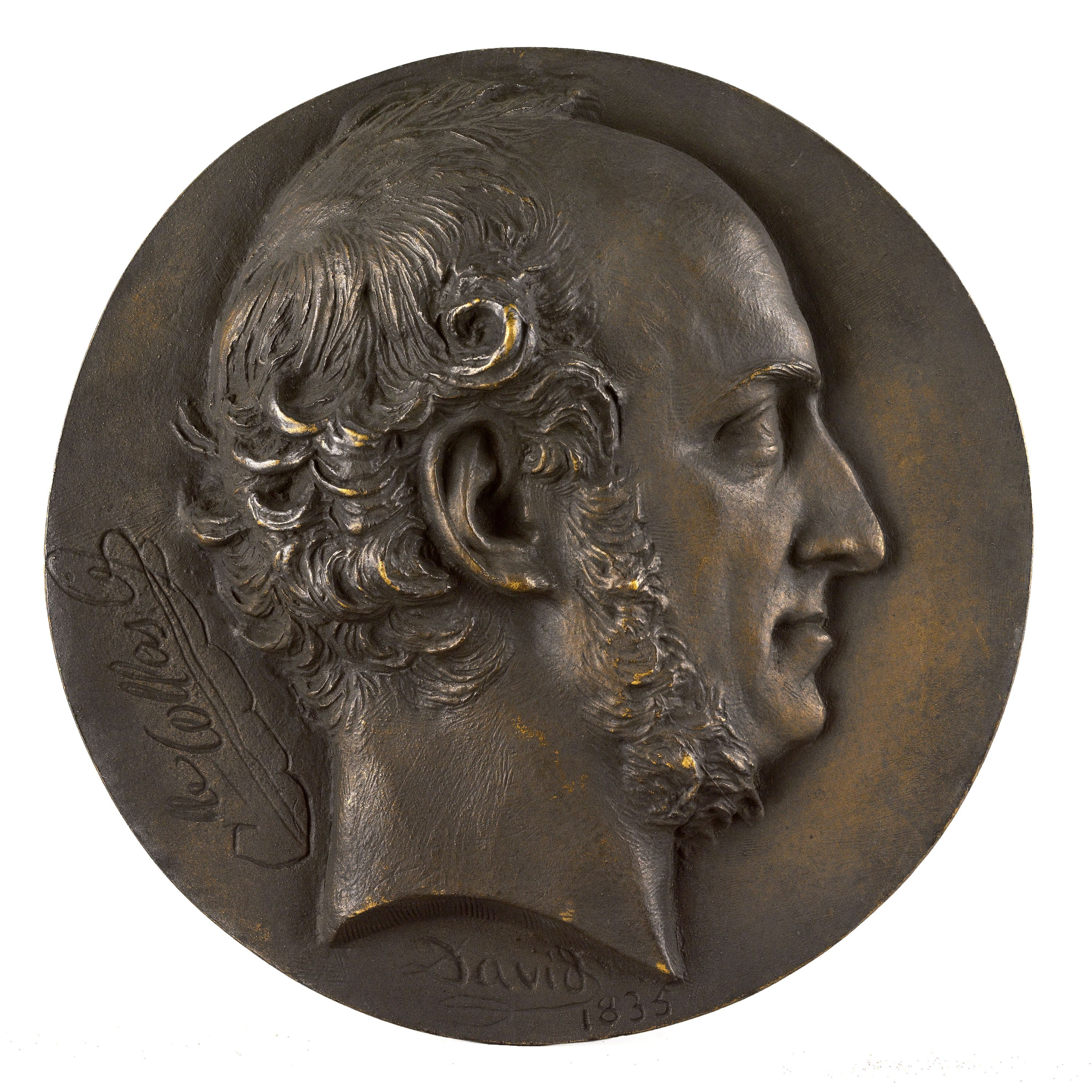
Achille Collas (David d’Angers, 1835, musée Carnavalet)

Achille Collas (* 25. Februar 1795 in Paris; † 6. Juni 1859 ebenda) war ein französischer Graveur, Kupferstecher und Mechaniker.

## Leben

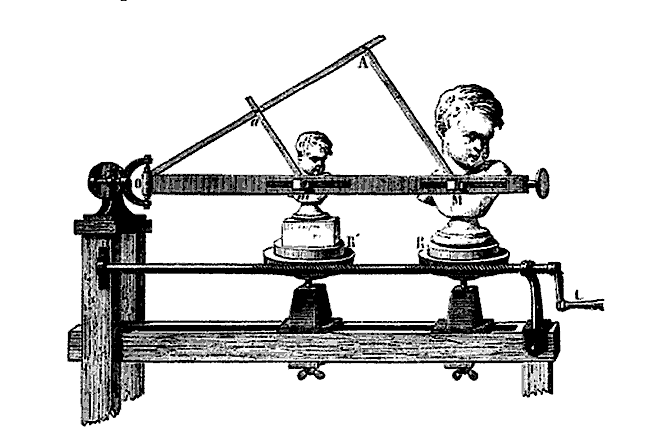
Collas’ machine à reduction bzw. Pantograph

Der am 25. Februar 1795 in Paris geborene Collas erlernte zunächst das Handwerk des Uhrmachers und stellte Werkzeuge für Uhren her. Er interessierte sich jedoch für moderne Gravurmethoden und machte sich bald durch seine Erfindungen auf diesem Gebiet einen Namen. Mit 27 Jahren erfand Collas eine Maschine, die die Massenproduktion von Broschen und Medaillons ermöglichte. Dieser Erfindung folgte 1825 eine Maschine, die Kupferstichplatten mit neutralem oder bereits grundiertem Hintergrund gravieren konnte und 1826 ein Apparat, der sich auch zur Gravur buntschillernder Knöpfe eignete. Außerdem entwickelte Collas mehrere chirurgische Instrumente, Maschinen zur Punzierung und einen Zylinder für mechanischen Tuchdruck.
Auf Collas geht auch die sogenannte „Collas-Manier“ zurück, die das maschinelle Kopieren von Reliefs ermöglichte. Dabei fährt ein senkrechter Stift über die Höhen und Tiefen des zu kopierenden Reliefs und steuert durch seine Bewegung einen zweiten, mit dem ersten verbundenen Stift, der das Relief kopiert. Als Erfinder dieser Technik kann Collas jedoch nicht gelten, da sie in London bereits seit 1803 im Einsatz war, wenn auch in weniger präziser Form. Collas unterzog das System einer umfangreichen Überarbeitung, die er um 1831 fertigstellte und 1833 schließlich am Salon de Paris präsentierte.
Ab 1835 begann Collas, an einer Maschine zu arbeiten, die dreidimensionale Objekte in jeder gewünschten Größe reproduzieren konnte. Seine Methode, die auf dem Strahlensatz basiert, ermöglicht die maßstabsgetreue Verkleinerung oder Vergrößerung der Vorlage. Um ein Modell vergrößern zu können, wurden einzelne Teile desselben in Gips kopiert und als Vorlage benutzt. Die vergrößerten Einzelteile wurden anschließend wieder zu einem Ganzen zusammengefügt. Am 22. März 1837 meldete Collas seine Erfindung zum Patent an.
Etwa ein Jahr später schloss sich der Erfinder mit Ferdinand Barbedienne zusammen, der in seinem Geschäft nahe der Kirche Notre-Dame-de-Lorette auch Bronzestatuetten anbot und eine serielle Produktion derselben anstrebte. Am 29. November 1838 kam es schließlich zur Unterzeichnung des Gründungsvertrages der Société Ferdinand Barbedienne et Achille Collas. In dem zunächst auf zwanzig Jahre begrenzten Vertrag war vereinbart, dass Barbedienne die kommerzielle Leitung übernehmen und Collas die Produktion überwachen sollte. Gemeinsam trafen die Geschäftspartner die Auswahl der Themen, zu denen die Plastiken produziert wurden und legten den Verkaufspreis fest. Mithilfe der von Collas erfundenen machine à reduction (kurz: réducteur) stellten die beiden eine auf 90 cm verkleinerte Kopie der Venus von Milo her, die sie 1839 der Öffentlichkeit präsentierten. In den Folgejahren konzentrierten sich Collas und Barbedienne auf Reproduktionen von antiken Kunstwerken und verkauften Kopien des Torso vom Belvedere, des Dornausziehers, der Laokoon-Gruppe, der Venus von Arles und des Borghesischen Fechters sowie von 21 Bas-Reliefs des Parthenon. Bei der Fertigung der Kopien benutzte Collas die im Atelier de Moulage des Louvre befindlichen Abgüsse der Kunstwerke.
Die Nachfrage nach den sogenannten bronzes d'art stieg stark an und neben Kunstwerken der Renaissance waren zunehmend auch Reproduktionen von Werken zeitgenössischer Künstler, etwa den Gewinnern des Prix de Rome oder Trägern des Kreuzes der Ehrenlegion, gefragt.
Nachdem Achille Collas am 6. Juni 1859 in Paris verstarb, führte Barbedienne das Unternehmen, das mittlerweile 300 Arbeiter besaß und als das fortschrittlichste Atelier zur Herstellung von Bronzegüssen galt, allein weiter.

## Schriften (Auswahl)
- Achille Collas, Paul Delaroche: Trésor de numismatique et de glyptique, ou Recueil général de médailles, monnaies, pierres gravées, bas-reliefs, etc. tant anciens que modernes, les plus intéressants sous le rapport de l’art et de l’histoire. In zwölf Bänden. Paris 1834 (französisch).
- Achille Collas, Edward Edwards: The Napoleon medals. A complete series of the medals struck in France, Italy, Great Britain and Germany, from the commencement of the empire in 1804, to the restoration in 1815. Hering, London 1837 (englisch).
- Achille Collas, Henry F. Chorley: The Authors of England. A Series of Medallion Portraits of Modern Literary Characters, engraved from the works of British artists. With illustrative notices. Charles Tilt, London 1838 (englisch, google.at).